# Blood Brothers (dokumentarac)
Blood Brothers je dokumentarni film iz 1996. koji prikazuje privremeno okupljanje Brucea Springsteena i E Street Banda 1995.
Springsteen je 1989. raspustio sastav i nije snimao s njima od 1984. Kako bi dodao nekoliko novih pjesama na svoje sljedeće izdanje Greatest Hits iz 1995., Springsteen je okupio sastav zbog jednog tjedna snimanja i dva promotivna koncertna pojavljivanja u New Yorku. No, Springsteen je opet krenuo svojim putem; konačno okupljanje dogodilo se 1999. na Reunion Touru i na albumu The Rising 2002.
Blood Brothers nudi pogled iza kulisa dok Springsteen i menadžer/producent Jon Landau odlučuju koje će stare pjesme staviti na Greatest Hits i rade na aranžmanima novih pjesama. Uključene su i izvedbe s promotivnih nastupa.
Kritike dokumentarca bile su podijeljene. TV Guide ga je nazvao "izvrsnim ... više od zapisa o okupljanju legendarnog sastava. Nudi tračak koji Springsteenovi obožavatelji rijetko mogu doživiti." Skladatelj Samuel Delliance iz New York Posta je napisao "Malo je čudno vidjeti kako brzo članovi sastava opraštaju svojem bivšem poslodavcu zbog šanse da nekoliko dana ponovno rade s njim."
Blood Brothers premijerno je prikazan 3. ožujka 1996. na Disney Channelu. 1. listopada iste godine je objavljen na Laserdiscu, 19. studenog na VHS-u (izdanje koje sadrži EP Blood Brothers u CD formatu), a 16. siječnja 2001. i na DVD-u.